# Jacques Jomier
Jacques Jomier (Parijs, 7 maart 1914 – Villefranche-de-Lauragais, 7 december 2008) was een Franse theoloog, islamdeskundige, dominicaanse priester en auteur van meerdere boeken. Hij was ook een van de oprichters van het Institut dominicain d'études orientales in Cairo.

## Belangrijkste publicaties
- Jomier, J. (1953). Le Mahmal et la caravane égyptienne des pèlerins de la Mekke. Institut français d'archéologie orientale, Cairo.
- Jomier, J. (1959). Bible et Coran. Éditions du Cerf, Parijs.
- Jomier, J. (1963). Jésus, la vie du Messie. Éditions du Cerf, Parijs.
- Jomier, J. (1973). Manuel d'arabe égyptien, parler du Caire. Klincksieck, Parijs. ISBN 9782252014844.
- Jomier, J. (1978). Les grands thèmes du Coran, Parijs. ISBN 9782227310230.
- Jomier, J. (1984). Un Chrétien lit le Coran, Parijs. ISBN 9782204104678.
- Jomier, J. (1994). L'islam vécu en Égypte (1954-1975). Éditions Vrin. ISBN 9782711611881.
- Jomier, J. (1996). Dieu et l'homme dans le Coran: l'aspect religieux de la nature humaine joint à l'obéissance au prophète de l'Islam. Éditions du Cerf. ISBN 9782204053112.

- Bibsys: 90626604
- Biblioteca Nacional de España: XX982330
- Bibliothèque nationale de France: cb11908964h (data)
- Catàleg d'autoritats de noms i títols de Catalunya: 981058510430106706
- CiNii: DA04613781
- Gemeinsame Normdatei: 128552921
- International Standard Name Identifier: 0000 0001 0913 4759
- Library of Congress Control Number: n50062979
- Nationale Bibliotheek van Israël: 987007278228305171
- Nederlandse Thesaurus van Auteursnamen: 069351759
- Système universitaire de documentation: 026939924
- Virtual International Authority File: 71392717
- WorldCat: E39PBJrgKFPqGmcc99VfmRVt8C